# Али, Рубина
Рубина Али (англ. Rubina Ali, род. 21 января 1999, Мумбаи, Индия) — индийская актриса, наиболее известная благодаря своей дебютной работе в фильме «Миллионер из трущоб». После успеха картины Али снялась в фильме «Кто знает, что случится завтра?». В 2009 году была опубликована её автобиография.

## Биография

### Детство
Рубина Али родилась  21 января 1999 года в Мумбаи, Индия. Семья Али относилась к низшим слоям общества и проживала в трущобах, находившихся неподалёку от станции Бандра. Мать Рубины Хуршид ушла из семьи после развода с мужем. Рубина живёт с отцом Рафиком, сестрой Саной, братом Аббасом и мачехой Мунни. У Мунни есть четверо детей от первого брака — Сурайя, Санджида, Бабу и Ирфан.

### «Миллионер из трущоб»

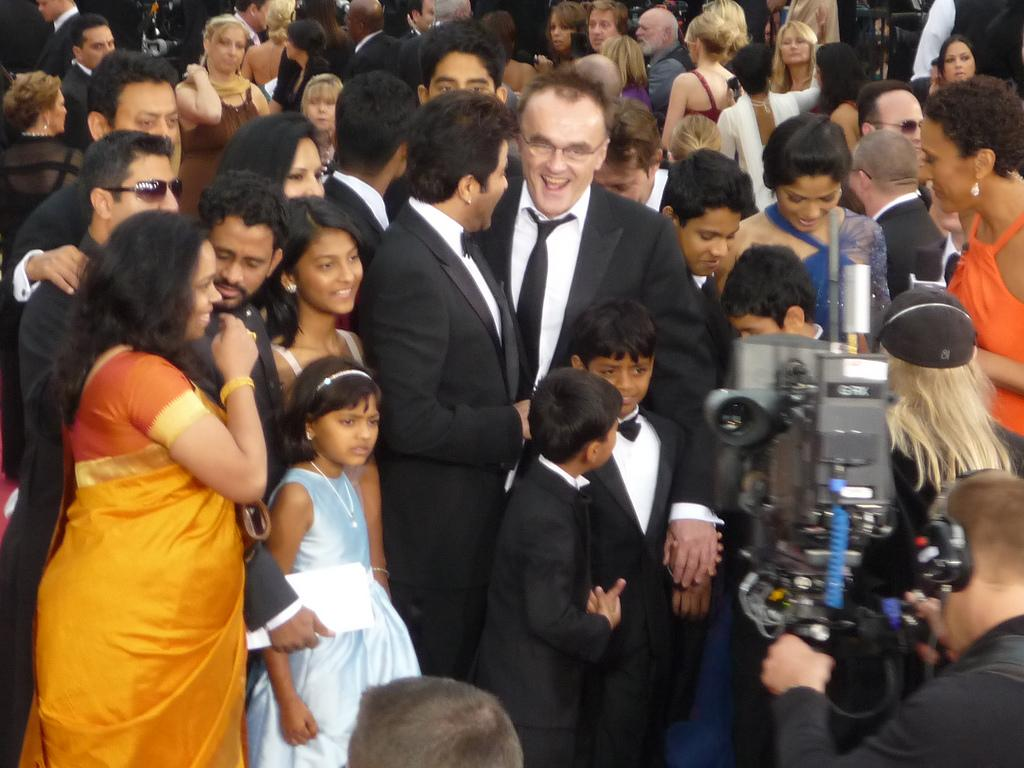
Съёмочная команда фильма «Миллионер из трущоб» на 81-й церемонии награждения премии «Оскар».

В 2008 году Али снялась в британском фильме «Миллионер из трущоб». Картина повествует о юноше Джамале Малике, выигравшем 20 миллионов рупий в программе Kaun Banega Crorepati. По словам создателей, они долго спорили, стоит ли утверждать на роли реальных детей из трущоб, боясь сломать их судьбу. Позднее режиссёр Дэнни Бойл одобрил кастинг.
Вместе со всеми другими актёрами, сыгравшими главных персонажей — Джамала, Салима и Латику — в разных возрастах (Али исполнила роль Латики в детстве), Рубина посетила  81-ю церемонию награждения премии «Оскар». Картина «Миллионер из трущоб» получила 8 «Оскаров», в частности, в номинации «Лучший фильм». Ажаруддин Мохаммед Измаил, сыгравший Салима в детстве, приехал со своей матерью, Рубину же сопровождал дядя. Это была её первая поездка за пределы Мумбаи.
В газетах часто появлялись высказывания журналистов, что юные актёры не получили положенный им гонорар. Производители возражали, заявляя, что деньги будут выплачены актёрам по окончании средней школы. Согласно «The Daily Telegraph», Али получила 500 фунтов за длившиеся месяц съёмки. Представитель кинокомпании «Fox Searchlight Pictures» сказал, что это равноценно трём годовым зарплатам среднего индийца.
Бойл сказал, что не хочет предавать гласности точную сумму, выплаченную детям за съёмки. Он также заявил, что оплатил образование Али и Измаила. Тем не менее, это также было встречено критикой, поскольку журналисты подвергли сомнению, что дети, выросшие в трущобах, будут способны получить высшее образование. Кроме того, после успеха картины в Голливуде власти Индии сказали, что детям предоставят квартиры, но несмотря на это, актёры вернулись в трущобы. Али жила в них до марта 2011 года, когда они сгорели.
В 2009 году британский таблоид «News of the World» в рамках своего расследования на тему эксплуатации детей в Мумбаи подослал «посредников» к отцу Рубины. Рафик и её дядя Раджан вступили в переговоры о продаже девочки в семью «восточного шейха», попросив за неё 297 000 долларов. Отец Рубины объяснял желание продать дочь бедственным материальным положением семьи, которая, по его словам, «не получила ничего за участие в фильме».

### Дальнейшая карьера
В 2009 году Али снялась в картине «Кто знает, что случится завтра?». Кроме неё, в фильме снялся Ажаруддин Мохаммед Измаил, другой молодой актёр из фильма «Миллионер из трущоб», а также такие известные актёры, как Шахрух Хан, Риши Капур и Джухи Чавла. В 2009 году Али выпустила автобиографию «Slumgirl Dreaming», в которой рассказала о своём детстве и съёмке в «Миллионере из трущоб».

## Награды и номинации
| Год  | Награда                               | Категория                                                             | Результат |
| ---- | ------------------------------------- | --------------------------------------------------------------------- | --------- |
| 2009 | Central Ohio Film Critics Association | Лучший ансамбль за фильм «Миллионер из трущоб»                        | Победа    |
| 2009 | Премия Гильдии киноактёров США        | Лучший актёрский состав в игровом кино за фильм «Миллионер из трущоб» | Победа    |
| 2009 | Молодой актёр                         | Лучший актёрский состав за фильм «Миллионер из трущоб»                | Победа    |

## Фильмография
| Год  |   | Русское название                | Оригинальное название | Роль             |
| ---- | - | ------------------------------- | --------------------- | ---------------- |
| 2008 | ф | Миллионер из трущоб             | Slumdog Millionaire   | Латика в детстве |
| 2009 | ф | Кто знает, что случится завтра? | कल किसने देखा             | камео            |